# Remagen (stacja kolejowa)
Remagen – stacja kolejowa w Remagen, w kraju związkowym Nadrenia-Palatynat, w Niemczech. Znajdują się tu 3 perony.